# Bahnstrecke Ganzlin–Röbel
| Bahnhof Röbel (2010) |                                           |                              |                              |
| Streckennummer (DB): | 6940                                      |                              |                              |
| Kursbuchstrecke: | 105p (1934) 119h (1943, 1946) 119g (1966) |                              |                              |
| Streckenlänge: | 26,6 km                                   |                              |                              |
| Spurweite: | 1435 mm (Normalspur)                      |                              |                              |
| |                                           |                              |                              |
| \| \| \| von Güstrow \| \| \| \| 0,0 \| Ganzlin \| Ganzlin \| \| \| \| nach Meyenburg \| \| \| \| 6,8 \| Stuer \| Stuer \| \| \| 9,4 \| Altenhof (Meckl) \| Altenhof (Meckl) \| \| \| 13,1 \| Knüppeldamm (früher Fincken) \| Knüppeldamm (früher Fincken) \| \| \| 15,7 \| Fincken \| Fincken \| \| \| 18,1 \| Bütow \| Bütow \| \| \| 19,9 \| Dambeck (Meckl) \| Dambeck (Meckl) \| \| \| 26,6 \| Röbel (Meckl) \| Röbel (Meckl) \| |                                           |                              |                              |
| Strecke |                                           | von Güstrow                  | von Güstrow                  |
| Bahnhof | 0,0                                       | Ganzlin                      | Ganzlin                      |
| Abzweig ehemals geradeaus und nach rechts |                                           | nach Meyenburg               | nach Meyenburg               |
| Haltepunkt / Haltestelle (Strecke außer Betrieb) | 6,8                                       | Stuer                        | Stuer                        |
| Bahnhof (Strecke außer Betrieb) | 9,4                                       | Altenhof (Meckl)             | Altenhof (Meckl)             |
| Haltepunkt / Haltestelle (Strecke außer Betrieb) | 13,1                                      | Knüppeldamm (früher Fincken) | Knüppeldamm (früher Fincken) |
| Haltepunkt / Haltestelle (Strecke außer Betrieb) | 15,7                                      | Fincken                      | Fincken                      |
| Dienststation / Betriebs- oder Güterbahnhof (Strecke außer Betrieb) | 18,1                                      | Bütow                        | Bütow                        |
| Haltepunkt / Haltestelle (Strecke außer Betrieb) | 19,9                                      | Dambeck (Meckl)              | Dambeck (Meckl)              |
| Kopfbahnhof Streckenende (Strecke außer Betrieb) | 26,6                                      | Röbel (Meckl)                | Röbel (Meckl)                |

Die Bahnstrecke Ganzlin–Röbel war eine eingleisige Nebenbahn im Süden von Mecklenburg-Vorpommern. Sie hatte stets nur lokale Bedeutung. Der Personenverkehr endete bereits im Jahre 1966. Güterverkehr gab es bis Mitte der 1990er Jahre, danach diente sie bis 2005 dem Museumsbetrieb des Röbeler Eisenbahnvereins Hei Na Ganzlin Röbel. Dieser Name stammt vom umgangssprachlichen Spitznamen der Bahnstrecke. Nach der Stilllegung der Strecke 2006 übernahm 2010 die Prignitzer Eisenbahn GmbH die Betriebsführung der Infrastruktur und kündigte eine teilweise Reaktivierung an. Nach vergeblichen Versuchen zur Reaktivierung wurde der größte Teil der Strecke 2013 endgültig stillgelegt und in der Folge abgebaut. 2018 wurde auch der letzte verbliebene Abschnitt stillgelegt.

## Geschichte

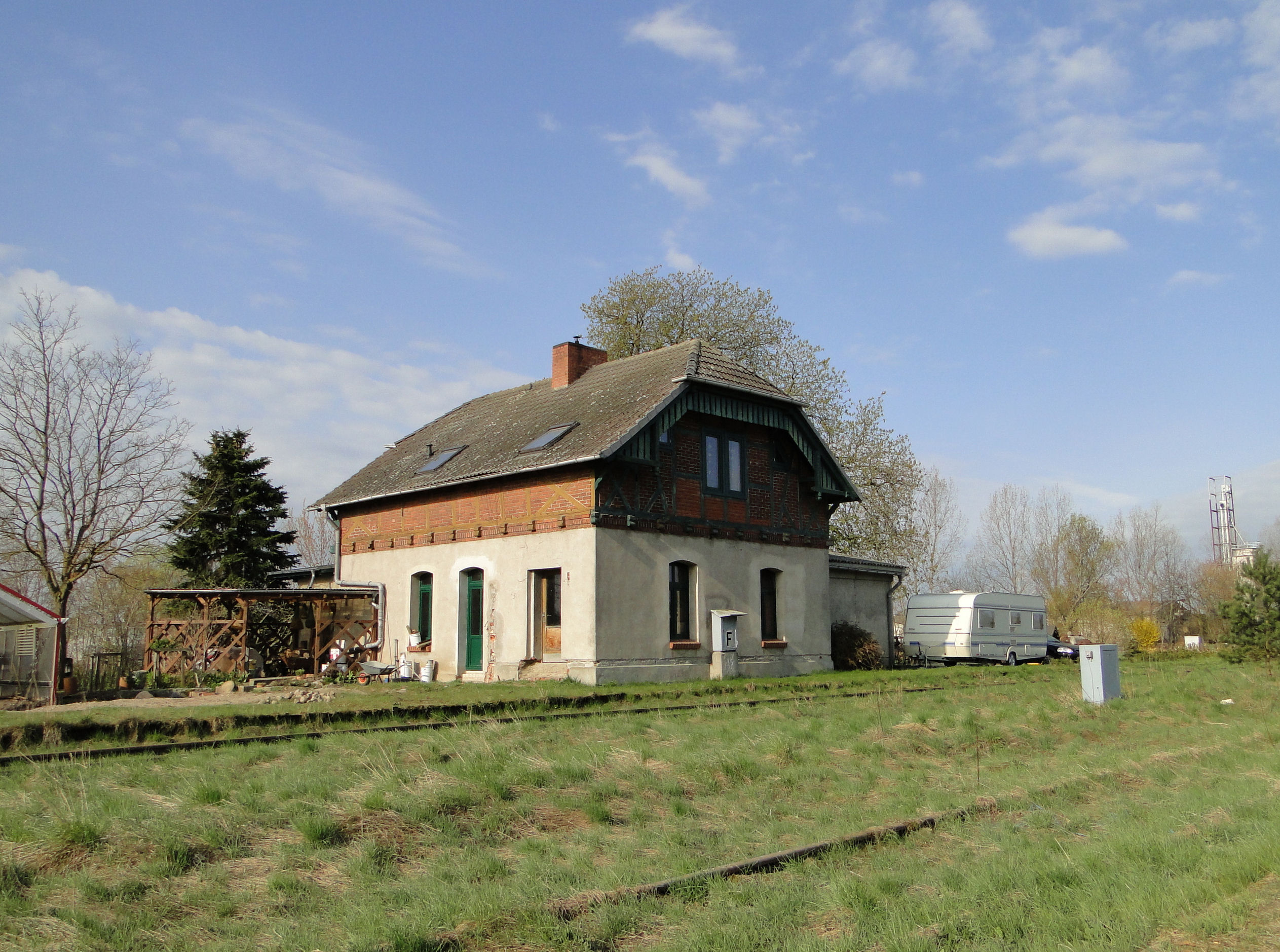
Gebäude des Bahnhofs Altenhof (2010)

Das Gebiet um Müritz und Plauer See wurde Mitte der 1880er Jahre durch mehrere Bahnstrecken erschlossen. Zuvor hatte es nur eine Stichbahn von Waren (Müritz) nach Malchin in Richtung Norden gegeben. Im Jahre 1885 wurde die in Ost-West-Richtung verlaufende Mecklenburgische Südbahn eröffnet. Ein Jahr später folgten östlich der Müritz die Lloydbahn und westlich des Plauer Sees die Bahnstrecke Güstrow–Meyenburg; bis Plau war die Strecke bereits 1883 in Betrieb.
Der Stadt Röbel fehlte jedoch noch ein Bahnanschluss. Die Lage am Westufer der Müritz machte den Bau von durchgehenden Strecken über die Stadt jedoch praktisch unmöglich, so dass die staatliche Mecklenburgische Friedrich-Franz-Eisenbahn zum Bau einer Stichstrecke mit Anschluss an die Strecke von Güstrow über Plau nach Meyenburg entschied. Da einerseits eine Orientierung des Verkehrs aus Röbel vor allem in Richtung Nordwesten erwartet wurde, anderseits aber der Plauer See ebenfalls ein natürliches Hindernis darstellte, blieb das Dorf Ganzlin als Ausgangspunkt. Am 1. Mai 1899 wurde die Strecke offiziell für den Personenverkehr eröffnet, schon seit dem 5. April des Jahres verkehrten Güterzüge.
Aus dieser Zeit soll der Spitzname der Strecke, Hei na Ganzlin (auch Heiner Ganzlin), stammen. Bei Eröffnung der Strecke antwortete ein Bahnmitarbeiter auf die Frage eines Einwohners auf Plattdeutsch, wohin der Zug fahren sollte: „Hei? Nah Ganzlin!“ (Er? Nach Ganzlin).

Im Jahre 1905 verkehrten drei Personenzugpaare, die in Ganzlin alle Anschluss in und aus Richtung Güstrow hatten. Bei diesem spärlichen Angebot blieb es zeit des Bestehens der Strecke, nur in den Kriegsjahren wurde der Verkehr auf zwei Zugpaare ausgedünnt. In den 1930er Jahren wurde ein neuer Haltepunkt in Fincken eingerichtet, der bisherige Bahnhof Fincken wurde dann nach dem nahegelegen Dorf Knüppeldamm benannt.

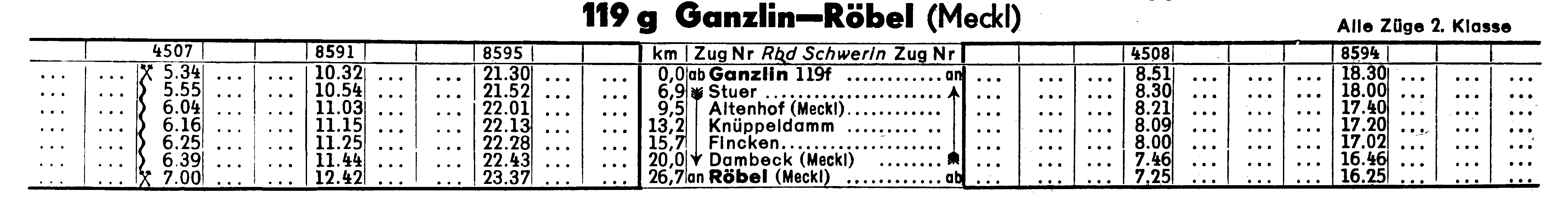
Fahrplan im Sommer 1965

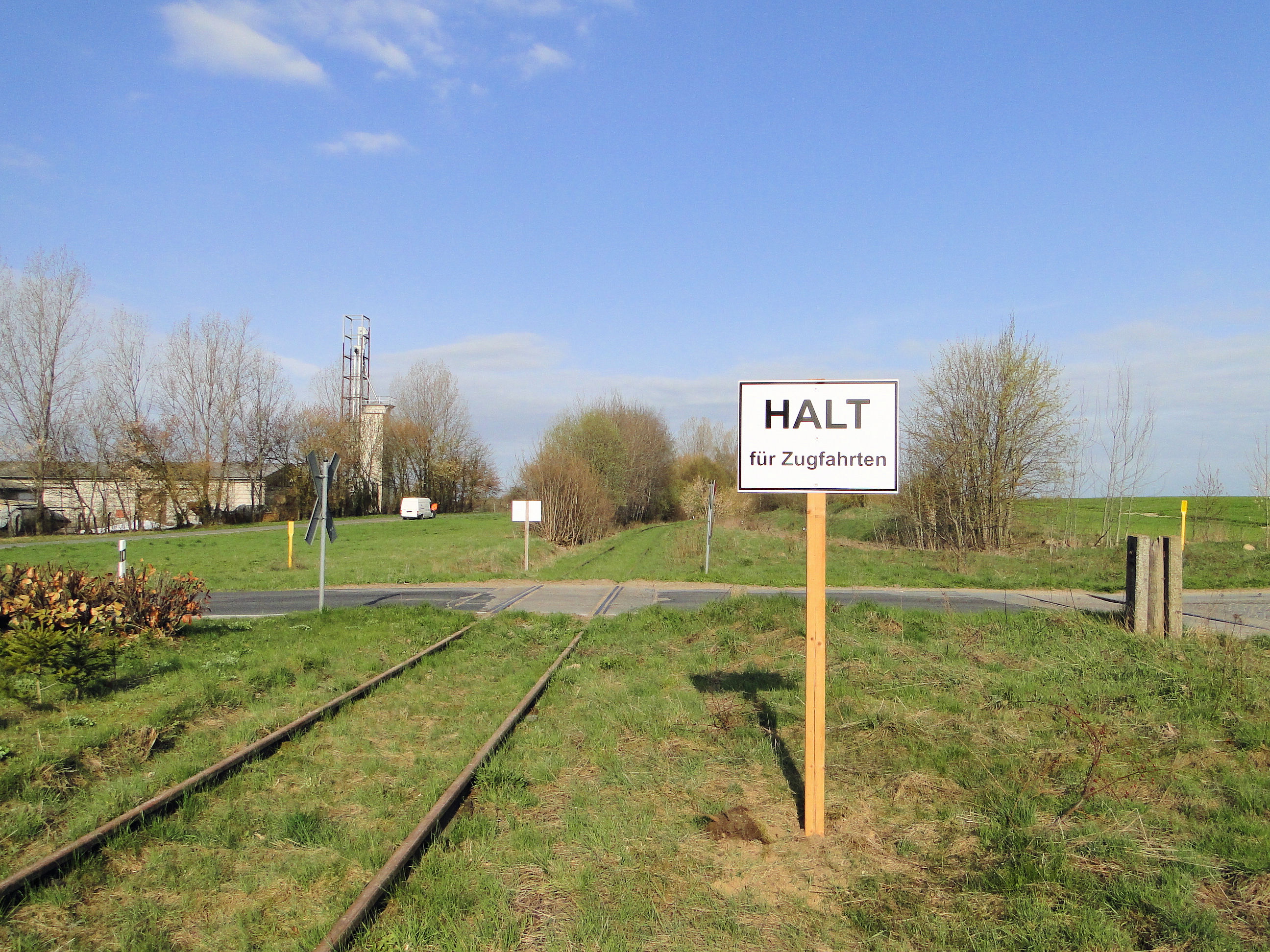
Am Bahnhof Altenhof (2010)

Der Personenverkehr blieb angesichts der Streckenführung stets unbedeutend, da alle wichtigen Orte nur auf Umwegen zu erreichen waren. Bereits am 1. November 1966 wurde er eingestellt; Röbel war damit eine der ersten Kreisstädte in der DDR, die keinen schienengebundenen Personenverkehr hatten. Fast alle größeren Städte waren mit dem Bus über Waren schneller zu erreichen. Der Güterverkehr blieb jedoch bestehen und ging erst nach der Wende in der DDR zurück. Bereits 1993 plante die Deutsche Reichsbahn die Stilllegung der Strecke. Seitdem bemühte sich der 1992 gegründete Eisenbahnverein Hei na Ganzlin um eine Übernahme der Strecke. Zur Durchführung der regelmäßigen Sonderfahrten gründete der Verein die Röbel/Müritz Eisenbahn (RME), die vom Eisenbahn-Bundesamt als Eisenbahnverkehrsunternehmen anerkannt wurde. Der Güterverkehr wurde am 30. Mai 1996 eingestellt.
Am 1. März 2005 wurde die Strecke stillgelegt, einen Tag vorher fand noch einmal eine Sonderfahrt statt. Die RME ist auch danach weiterhin als Eisenbahnverkehrsunternehmen für Sonderfahrten und Güterverkehr aktiv, die Lokomotiven sind im Bahnhof Berlin-Lichtenberg stationiert.
Die Strecke wurde im September 2006 an ein Unternehmen verkauft, das mit Ausnahme des ersten Streckenteilstücks die Gleisanlagen zum Schrottwert verkaufen wollte. Dieses Vorhaben wurde im Jahre 2008 vom Eisenbahn-Bundesamt abgelehnt. Zum 22. April 2010 nahm die PEG Infrastruktur der Prignitzer Eisenbahn GmbH in Absprache mit dem Eigentümer die Strecke wieder in Betrieb. Im Bereich der ehemaligen Ladestelle Bütow sollen Güterwagen abgestellt werden, bis dorthin konnten Zugfahrten im Zugleitbetrieb durchgeführt wurden. Das wegen Oberbaumängeln nicht befahrbare Reststück bis Röbel wurde zum Baugleis erklärt. Der Verein Hei na Ganzlin plante weiterhin die Wiederaufnahme der Sonderfahrten. 2012 wurde PE Infrastruktur und damit auch die Bewirtschaftung der Bahnstrecke von der RegioInfra-Gesellschaft übernommen. Im August 2012 schrieb die RegioInfra im Auftrag des Eigentümers das Teilstück vom Streckenkilometer 6,730 beim Haltepunkt Stuer bis zum Streckenende zur Übernahme durch Dritte bzw. Stilllegung aus, da ein wirtschaftlicher Weiterbetrieb nicht absehbar sei. Nachdem kein zugelassenes Eisenbahninfrastrukturunternehmen Interesse bekundete, wurde der Abschnitt stillgelegt und im Januar 2013 abgebaut. Im Februar 2018 beantragte das Land Mecklenburg-Vorpommern für den Landkreis Mecklenburgische Seenplatte die Freistellung des Abschnitts Stuer–Röbel von Bahnbetriebszwecken.
Das Teilstück bis Stuer sollte weiterbetrieben werden, dabei wurde an eine Nutzung für touristische Sonderfahrten sowie den Anschluss des Kieswerks in Ganzlin gedacht. Zum 1. Oktober 2018 wurde der Streckenabschnitt jedoch ebenfalls stillgelegt.

## Streckenverlauf

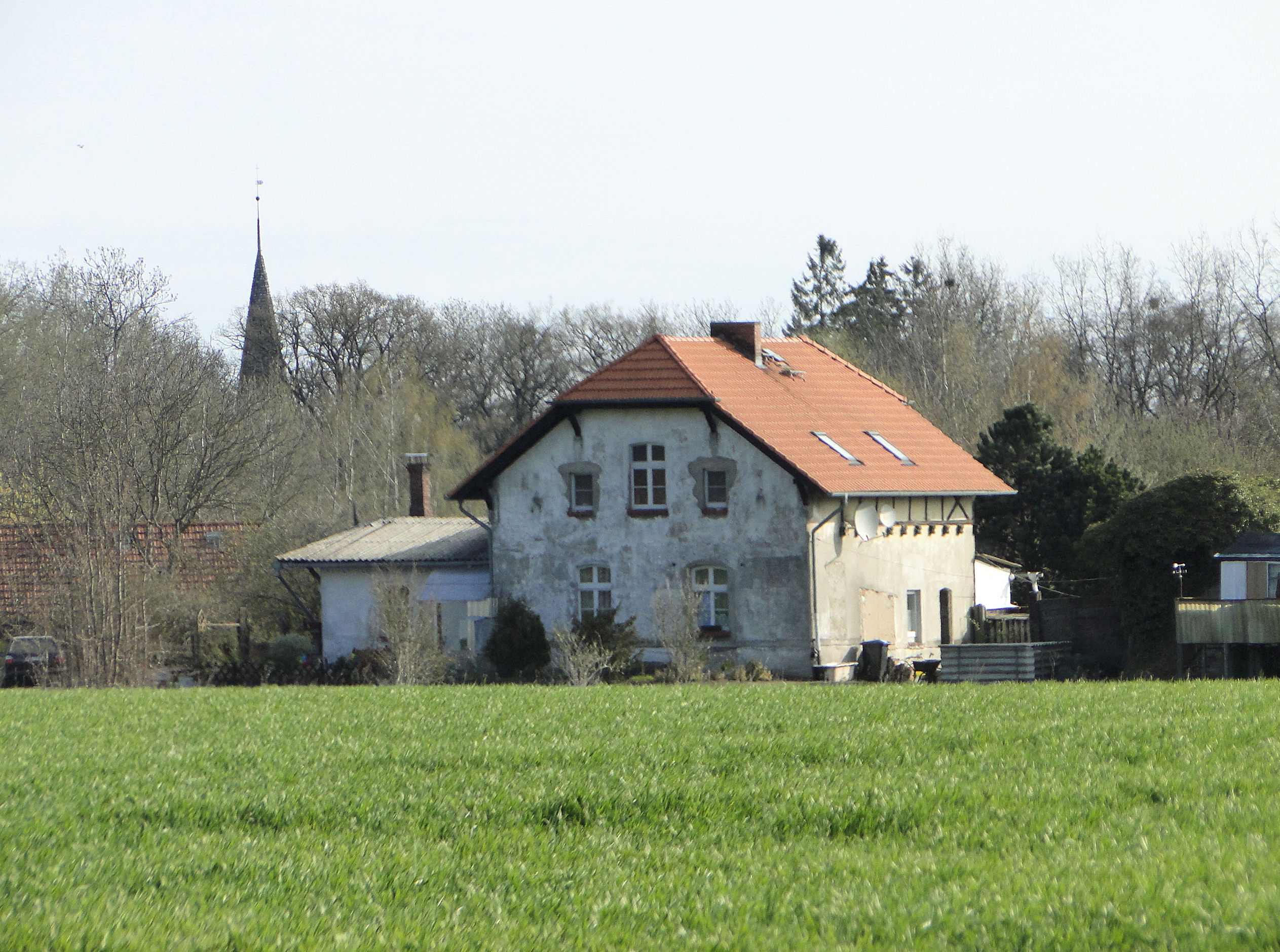
Empfangsgebäude des Bahnhofs Stuer (2010)

Die Strecke beginnt im Bahnhof Ganzlin, wo sie Richtung Südosten von der Bahnstrecke Güstrow–Meyenburg abzweigt. Beide Strecken kreuzen nacheinander die Bundesstraße 103. Die Strecke nach Röbel wendet sich nach Osten und verläuft bis Stuer nahe an der Südspitze des Plauer Sees durch Waldgebiete. Bei Altenhof ist das Quellgebiet der Elde erreicht. Danach verläuft sie durch offenes, hügeliges Gelände über Knüppeldamm und Fincken nach Dambeck.
Der Streckenendpunkt, der Bahnhof Röbel (Meckl), liegt etwa einen Kilometer außerhalb des Stadtzentrums. Er wurde bis Anfang der 2010er Jahre vom Eisenbahnverein Hei na Ganzlin mit einem Bahnhofsmuseum genutzt.
Die Empfangsgebäude der Unterwegsstationen befinden sich in Privatbesitz.